# Verfügungsgeschäft

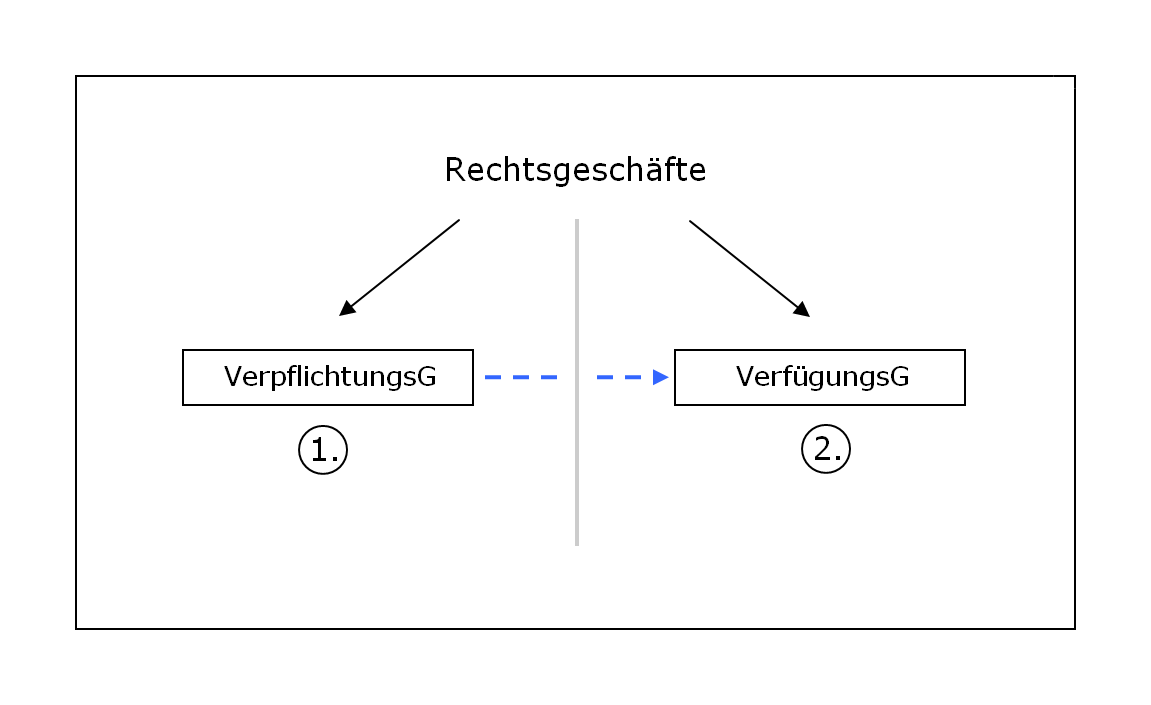
Trennungsprinzip: Verpflichtungsgeschäft und Verfügungsgeschäft

Ein Verfügungsgeschäft ist ein Rechtsgeschäft, das eine Verfügung zum Inhalt hat. Es ist ein Begriff der Rechtswissenschaft.
Eine Verfügung ist die unmittelbare Einwirkung auf ein Recht oder ein Rechtsverhältnis, durch Übertragung, Belastung, Aufhebung oder Inhaltsänderung:
- Eine Übertragung stellt beispielsweise die Übereignung einer Sache oder eine Forderungsabtretung dar.
- Eine Belastung kann z. B. die Bestellung eines Pfandrechts, einer Hypothek oder einer Grundschuld sein.
- Aufgehoben wird ein Recht an einem Gegenstand z. B. bei Vereinbarung eines Erlasses.
- Eine Inhaltsänderung liegt z. B. bei der Umwandlung einer Grundschuld in eine Hypothek vor (§ 1198 BGB).

Diejenigen Rechte und Rechtsverhältnisse, auf die eingewirkt wird, bezeichnet man als Verfügungsobjekt.
Man nennt nur denjenigen Verfügenden, in dessen Recht unmittelbar eingegriffen wird. Daher kann die reine Begründung eines Rechts (wie des Eigentums bei der Aneignung einer herrenlosen Sache (§ 958 BGB)) kein Verfügungsgeschäft in eigentlichen Sinne sein.
Ist das Verfügungsgeschäft ein einseitiges Rechtsgeschäft, ist es ein Gestaltungsgeschäft.

## Dingliche und schuldrechtliche Verfügungsgeschäfte
Das Verfügungsgeschäft ist oft ein dingliches Rechtsgeschäft. Das heißt, das Rechtsgeschäft ist auf eine Verfügung über ein Recht an einer Sache gerichtet und es hat daher eine dingliche Wirkung. Das bedeutet, dass es absolut, d. h. gegenüber allen Rechtssubjekten, unmittelbar wirkt.
Es gibt allerdings auch schuldrechtliche Verfügungsgeschäfte. Hier ist das Rechtsgeschäft auf eine Verfügung über eine Forderung gerichtet, wie etwa:
- die Aufrechnung (§ 387 ff. BGB)
- den Erlass (§ 397 BGB)
- die Abtretung (§ 398 ff. BGB)
- die befreiende Schuldübernahme (§ 414 ff. BGB)
- der Aufhebungsvertrag,[3] § 311 Abs. 1 BGB (Sonderregelung für arbeitsrechtliche Verträge: § 623 BGB)

## Kausalität von Verfügungsgeschäften
Verfügungsgeschäfte können auf Grund kausaler Verpflichtungsgeschäfte, reiner Kausalabreden oder ohne Rechtsgrund vorgenommen werden:
- Das deutsche bürgerliche Recht unterscheidet zwischen der Begründung von Ansprüchen und Rechten durch das Verpflichtungsgeschäft (= Kausalgeschäft [von lateinisch causa ‚der Grund‘]) – z. B. durch Kaufvertrag – und dem Vollzug des Verpflichtungsgeschäfts durch das Verfügungsgeschäft – z. B. durch Übereignung. Diese Trennung beschreibt das Trennungsprinzip. Weiterhin sind die beiden Rechtsgeschäfte nicht nur getrennt voneinander zu betrachten, sondern sie sind auch rechtlich voneinander unabhängig. Das bestimmt das sogenannte Abstraktionsprinzip. Das bedeutet, dass ein Rechtsgeschäft jeweils auch ohne das andere wirksam sein kann. Daher gehört das Verfügungsgeschäft zu den abstrakten Geschäften.
- Kausalabreden begründen den Rechtsgrund von Verfügungsgeschäften, bei denen nicht auf Erfüllung geklagt werden kann, z. B. der Schenkung gemäß § 516 BGB Abs. 1 BGB (im Gegensatz zum formbedürftigen Schenkungsversprechen nach § 518 Abs. 1 BGB).
- Verfügungen ohne Rechtsgrund sind insbesondere die Dereliktion, also die Aufgabe des Eigentums (§ 928, § 959 BGB), sowie das Testament.

Das österreichische bürgerliche Recht kennt ebenso wie das deutsche das Trennungsprinzip, unterscheidet also genauso konsequent zwischen Verpflichtungs- und Verfügungsgeschäft, kennt aber bezüglich des Verhältnisses der beiden Geschäfte zueinander das Kausalprinzip, wonach ein Verfügungsgeschäft in seinen Wirkungen vom Verpflichtungsgeschäft abhängt.

## Ein Beispiel zur Verdeutlichung
Hans geht zum Bäcker und kauft einen Laib Brot. Er bezahlt für das Brot die verlangten 2,-- Euro mit einer 2-Euro-Münze.
Hier liegen ein Verpflichtungsgeschäft und zwei Verfügungsgeschäfte vor.
Verpflichtungsgeschäft: Hans und der Bäcker schließen einen Kaufvertrag über einen Laib Brot (daraus entstehen die Verpflichtungen des Bäckers zur Übereignung eines Laibes Brot und des Hans zur Bezahlung des Gegenwertes, also 2 Euro). Der Kaufvertrag ist damit der Grund, warum Hans und der Bäcker noch zwei Verfügungsgeschäfte schließen müssen, mit denen sie ihre wechselseitigen Verpflichtungen erfüllen (daher auch Erfüllungsgeschäft).
1. Verfügungsgeschäft: Der Bäcker überträgt das Eigentum an dem Brot auf Hans.
2. Verfügungsgeschäft: Hans überträgt das Eigentum an seiner 2-Euro-Münze auf den Bäcker.
Anmerkung: Hätte Hans den Kaufpreis nicht mit einer 2-Euro-Münze, sondern mit zwei Münzen zu je 1 Euro beglichen, so hätte es sich um zwei Verfügungsgeschäfte gehandelt: Geldmünzen sind bewegliche Sachen, und für jede bewegliche Sache ist gemäß § 929 Abs. 1 Satz 1 BGB ein Verfügungsgeschäft zum Eigentumsübergang erforderlich. Zwei Euro bezahlen zu müssen, entstammt insoweit lediglich dem zugrundeliegenden Verpflichtungsgeschäft.
Im deutschen Recht beachte weiterhin: Hätte der Bäcker dem Hans zwar den Laib Brot gegeben, Hans jedoch überhaupt nicht oder nur unzureichend gezahlt, so hätte Hans zwar weiterhin die Verpflichtung, das Geld zu zahlen, nicht aber die, den Laib Brot zurückzugeben. Denn durch die Übereignung des Brotes ist Hans Eigentümer geworden und bleibt dies auch, da ja, wie oben bereits erwähnt, ein jedes Rechtsgeschäft einzeln betrachtet wird und unabhängig von den anderen wirkt. 
Der Bäcker hat stattdessen die Möglichkeit, dem Hans eine Frist zur Zahlung zu setzen und bei Verstreichen der Frist vom Vertrag zurückzutreten (§ 323, § 346 BGB) und/oder (siehe § 325 BGB) Schadensersatz zu fordern (§ 280 Abs. 1 und 3, § 281 BGB). Auf diese Art und Weise kann der Bäcker u. a. eine Verpflichtung des Hans herbeiführen, ihm das Brot zurückzuübereignen, also ein Verfügungsgeschäft zur Rückabwicklung vorzunehmen.
Ein bereicherungsrechtlicher Anspruch aus § 812 BGB besteht nicht, weil der Kaufvertrag auch dann Rechtsgrund für die Übereignung bleibt, wenn Hans nicht ordnungsgemäß erfüllt hat. § 812 BGB greift nur dann, wenn das Verpflichtungsgeschäft unwirksam ist, etwa weil eine Vertragspartei es wegen kurzzeitiger Bewusstseinsstörung oder Irrtums anficht. Dieser Anspruch ist aber gegenüber dem Rückabwicklungsanspruch aus § 323, § 346 BGB wegen der Möglichkeit der Berufung auf Entreicherung (§ 818 Abs. 3 BGB) nachteilig für den Bäcker.